# 白狼站
白狼站，位于中华人民共和国内蒙古自治区兴安盟阿尔山市白狼镇，是白阿铁路上的火车站，建于1935年，由中国铁路沈阳局集团管辖。

## 歷史
- 建于1935年。

## 外部連結
- 中国铁路客户服务中心 （页面存档备份，存于）